# Давид Клдиашвили
Давид Клдиашвили (на грузински: დავით კლდიაშვილი) е грузински писател.
Роден е на 10 септември (29 август стар стил) 1862 година в Зеда Симонети в семейство на дребни благородници. Учи във военни училища в Киев и Москва, а след 1882 година служи в Батуми. Тук започва да се занимава с литература, като пише главно разкази за селския живот в региона. Уволнен от армията, заради симпатиите си към Революцията от 1905 година, той е върнат на служба по време на Първата световна война, когато воюва на Кавказкия фронт, достигайки звание полковник. След установяването на комунистическия режим пише мемоари и два романа.
Давид Клдиашвили умира на 24 април 1931 година в Зеда Симонети. Негов син е писателят Серго Клдиашвили.